# Павловка (Глобинский район)
Павловка (укр. Павлівка) — село, Жуковский сельский совет, Глобинский район, Полтавская область, Украина.
Код КОАТУУ — 5320682204. Население по переписи 2001 года составляло 151 человек.

## Географическое положение
Село Павловка находится у болота из которого берёт начало река Сухой Кагамлык,
на расстоянии в 1 км расположено село Коломицевка, в 2-х км — село Жуки.